# Cantone di Chamoux-sur-Gelon
Il Cantone di Chamoux-sur-Gelon era una divisione amministrativa dell'arrondissement di Chambéry.
È stato soppresso a seguito della riforma complessiva dei cantoni del 2014, che è entrata in vigore con le elezioni dipartimentali del 2015.
Comprendeva i comuni di:
- Betton-Bettonet
- Bourgneuf
- Chamousset
- Chamoux-sur-Gelon
- Champ-Laurent
- Châteauneuf
- Coise-Saint-Jean-Pied-Gauthier
- Hauteville
- Montendry
- Villard-Léger